# Zelenîi Hai, Horodok
Zelenîi Hai (în ucraineană Зелений Гай) este un sat în comuna Mîlciîți din raionul Horodok, regiunea Liov, Ucraina.

## Demografie
Componența lingvistică a localității Zelenîi Hai
     Ucraineană (99,71%)
     Alte limbi (0,29%)
Conform recensământului din 2001, majoritatea populației localității Zelenîi Hai era vorbitoare de ucraineană (99,71%), existând în minoritate și vorbitori de alte limbi.